# Shotta
Ignacio González Rodríguez, artísticamente conocido como Shotta (Sevilla, Andalucía, 25 de julio de 1984), es un MC español de rap hardcore. Es hermano de ToteKing, también MC.

## Biografía
Se caracteriza por tener un estilo y letras irreverentes y corrosivas. En muchas de sus entrevistas cuenta que su influencia literaria viene de "la poesía de los malditos" y su mayor influencia en este ámbito es Charles Bukowski.
Su nombre artístico se lo puso su hermano derivándolo de "chota" (vulgarmente cabezón). Su salto a la escena hip hop profesional fue en una colaboración, en el disco debut de Triple XXX. Sin embargo, se dio a conocer con el disco Tu madre es una foca que publicó junto a su hermano ToteKing. Este disco estaba pensado como el disco debut de Tote, que contaría con abundantes colaboraciones, pero debido a problemas económicos del sello se hizo inviable y acabó apoyándose en Shotta. De esta manera el disco salió con el nombre artístico de "ToteKing & Shotta".
La carrera en solitario de Shotta se inicia con un LP titulado La Selva. El título del disco fue elegido porque según sus propias palabras, su vida era una selva. El estilo del disco es bastante gamberro, como por ejemplo en el tema titulado "Más pajas", donde hace exaltación de la masturbación. Cuenta con colaboraciones de Hate, Rafael Lechowski, SFDK, Hablando en plata o Dogma Crew entre otros. En la portada aparece Shotta de pequeño escuchando Smif-N-Wessun con unos auriculares.
El 23 de mayo de 2007 lanzó un nuevo maxi  "Los Raperos Nunca Mueren", con tres temas instrumentales. Con este maxi se situó en el segundo puesto de sencillos más vendidos en la primera semana de salida.
El día 2 de abril de 2008 se puso a la venta Sangre. Compuesto por 15 temas y en él colaboran El Niño, Kase.O, Tote King, Sicario, Capaz, Puto Loko, Gordo Master y Rafael Lechowski. En este disco se puede observar una clara evolución en cuanto a la madurez del estilo se refiere.
4 de octubre del 2011 es la fecha en la que, después de 3 años, ve la luz su siguiente disco: "Profundo", con solamente dos colaboraciones, de ToteKing y Wöyza y producido únicamente por Griffi.
En este trabajo pueden apreciarse varios cambios el artista, uno respecto a su estilo y otro en cuanto a temáticas, por lo que fue duramente criticado.
10 años han pasado del mítico "Tu madre es una foca" cuándo, el 9 de abril del 2012, ToteKing y Shotta anuncian estar trabajando en un nuevo álbum conjunto, que llevaría por título "Héroe" y sería lanzado el 30 de octubre del mismo año, destacarían las colaboraciones con Kase.O, Gordo Máster, Fyahbwoy y Frank-T en la producción. Por lo mientras, los hermanos presentaron sus trabajos en solitario durante junio en Uruguay y Argentina, países que visitaban por primera vez, Santiago de Chile es el lugar dónde culmina la gira, país que visitaban de nuevo desde el 2006.
Este último disco contiene una canción titulada "Voy a..." en la que Shotta se consolida como uno de los mejores letristas de España, siendo la canción con más visitas de todo el disco con su hermano y "haciendo llorar" textualmente a cientos de oyentes, sin duda las letras irreverentes y sin sentido se han terminado para este artista, que avanza hacia otro camino mucho más maduro y con mucha furia concentrada en hacer buenas canciones.
Editado por Boa Música, el 4 de marzo de 2014 lanza su siguiente trabajo: Flowesía. En este disco reafirma su consolidación cómo uno de los mejores raperos de la escena nacional cómo se puede demostrar en Flowesía, canción que le da nombre al CD, así como en Felicidad, con Morodo o en One Love, con Mala Rodríguez. Destacan las colaboraciones de Nach, Mala Rodríguez, Morodo, Nega (de los Chikos del Maíz) o Suite Soprano.
2016 es el año en el que Shotta vuelve con un nuevo trabajo, nuevamente de la mano de Boa Música, titulado Para Mi Gente. Explorando nuevos ritmos y con colaboraciones clásicas cómo con ToteKing y Morodo, y otras con los talentos más jóvenes de la escena, cómo Natos y Waor.
Salvaje es su último disco, lanzado a finales de 2018. Con este trabajo, Shotta vuelve a dar de qué hablar y a colocarse en los primeros puestos de la escena, con colaboraciones de artistas ya conocidos cómo su hermano ToteKing, Morodo, Foyone, Skone y ACZINO (entre otros). Muestra su lado más sentimental y el más irreverente, lanzando duras críticas a la situación política y social de España.
En 2017 viajó a Ciudad de México para participar en la liga de batallas escritas "LÍNEA 16" dónde su rival fue el MC Muelas de Gallo (La Banda Bastön).
Los duelos de la Línea 16 XL .

## Estilo
Su estilo se caracteriza por su irreverencia, con ácidas letras hardcore y satíricas contra instituciones como la Iglesia o la policía. En sus canciones encontramos referencias a la cultura popular, como películas de serie B.

## Discografía

### ConToteKing
- "Nada Pa Mí" (Maxi) (Superego, 2002)
- "Tu Madre Es Una Foca" (LP) (Superego, 2002)
- "Héroe" (LP) (Sony Music, 2012)

### En solitario
- "La Selva" (LP) (El Diablo/Discos Creador, 2004)
- " Los Raperos Nunca Mueren" (Maxi) (BoaCor, 2007)
- " Sangre" (LP) (BoaCor, 2008)
- " Profundo" (LP) (BoaCor, 2011)
- " Flowesia" (LP) (BoaCor, 2014)
- " Para Mi Gente" (LP) (BoaCor, 2016)
- " Salvaje" (LP) (BOA, 2018)

## Videografía
- Sangre (2009)[9]
- Profundo (2011)[10]
- Buenos días (2012)[11]
- Ninja (2012)
- Mi política (2012)
- Sanse (2012)
- Muchas Gracias (2012)
- Felicidad Feat Morodo (2014)
- Sincero (2014)
- Hardcore (2014)
- Hipocresía (2014)
- Flowesía (2014)
- Otra Copa (2015)
- Ya no siento nada (2017)
- No me canso de ti (2017)
- Sonrisas y Lágrimas (2018)
- Lobos (2018)

## Colaboraciones
Año 2001
- Tote King "Big King XXL" (2001) en la canción "Pepino".

Año 2002
- Legendario "Tinta eskizofrenika" (2002) en la canción "Elias Maluko".
- Triple XXX "Sobran las palabras" (2002) en la canción "Bellota´s Konneshion".
- Flowklorikos "Zerdos y diamantes" (2002) en la canción "Kloroformo En El Entorno".

Año 2003
- Jesuly "Pa tu pescue" (2003) en la canción "Agashate Y Shupala".
- Jefe de la M "Entra el dragón" (2003) en la canción "La Gran Huida".
- Keyo "Fuego abierto" (2003) en la canción "Sucios".
- Zonah "Tiempo de perros" (2003) en la canción "Me La Suda".

Año 2004
- ToteKing "Música para enfermos" (2004) en la canción "Suenan Las Alarmas".
- Acción Sánchez "Terror en la ciudad vol.1" (2004) en la canción "Exclusivo".
- Acción Sánchez "Creador series vol.1" (2004) en la canción "La Cuenta Atrás".
- Triple XXX "Primera clase" (2004) en la canción "Zarkorriendo".
- Jesuly "El escorpión" (2004) en la canción "Pijos pajos".

Año 2005
- Sólo los Solo "Todo el mundo lo sabe" (2005) en la canción "Rock On Da Mic".

Año 2006
- El Tralla "Las calles hablan" (2006) en la canción "Malos Consejos".
- Dj Lázer "Depresiones" (2006) en la canción "Exclusivo".
- Dekoh "Mi Teoría" (2006) en la canción "Cállate".
- Gordo Master "Mi puerta (2006) en la canción "Números Rojos".
- Quiroga "Historias de Q" (2006) en la canción "Vampiro".
- SFDK "Original Rap University" (2006) en la canción "Ternera podrida".

Año 2007
- Puto Largo "Inspiración" (2007) en la canción "El arte de la guerra".
- El Niño "En Blanco Y Negro" (2007) en la canción "Yo lo vi".
- Reserved for Dogs "Reserved for Dogs Vol. 2" (2007) en la canción "Y por qué yo no".
- Chacho Brodas "Los Impresentables" (2007) en la canción "Viene la policía".

Año 2008
- Método Shintaro "Los sin nombre" (2008) en la canción "Foulaif".
- Niko "Sevilla Players" (2008) en la canción "Sevilla Players Remix".
- DJ Pera "Periplo" (2008) en la canción "Yo soy el joker".
- Dogma Crew "La Octava Plaga" (2008) en la canción "6 millones de maneras de morir".
- ToteKing "T.O.T.E." (2008) en la canción "Ven".

Año 2009
- Zero Positivo "El Antídoto" (2009) en la canción "El antídoto".
- Rosa Rosario "El Oído Del Escritor" (2009) en la canción "Disturbios".
- Estrellas Del Porno "Hijos Del Flujo: El Álbum" (2009) en la canción "Micrófono estampida".
- Picos Pardos "Game Over - Lost Projects Vol.1" (2009) en la canción "Bailando con lobas".

Año 2010
- Legendario "Mis Armas Favoritas" (2010) en la canción "La atracción principal".
- El Niño "Punky Rap" (2010) en la canción "Halloween".
- Hermano L en la canción "No nos podrán parar".

Año 2011
- Egoliat "La venganza del Tímido" (2011) en la canción "Bicho raro nunca muere".
- Lápiz consciente en la canción "3 Generales".
- Celedonio "Speak Clear" (2011) en la canción "Speed flames".

Año 2012
- Jotandjota "Sincericidio" (2012) en la canción "Lo he vuelto a hacer".
- Víctor Rutty "Generación Perdida" (2012) en la canción "E.L.L.A"

Año 2013
- Mala Rodríguez "BRUJA" (2013) en la canción "¿Quién Manda?"
- Zim And The Zums "Sigue al conejo blanco" (2013) en la canción "Humpty Dumpty".